# 柯克斯体属
柯克斯体属（学名：[Coxiella] 错误：{{Lang}}：文本有斜体标记（帮助））也称考克斯氏体属，为柯克斯体科的一个属。该属的模式种为伯氏考克斯氏体（Coxiella burnetii）。

## 下属物种
- 伯氏考克斯氏体 Coxiella burnetii (Derrick, 1939) Philip, 1948